# Овандо (Монтана)
Овандо (енгл. Ovando) насељено је место без административног статуса у америчкој савезној држави Монтана.

## Демографија
По попису из 2010. године број становника је 81, што је 10 (14,1%) становника више него 2000. године.
| Група             | 2000.      | 2010.      |
| Белци             | 69 (97,2%) | 80 (98,8%) |
| Афроамериканци    | 0 (0,0%)   | 0 (0,0%)   |
| Азијати           | 0 (0,0%)   | 0 (0,0%)   |
| Хиспаноамериканци | 0 (0,0%)   | 0 (0,0%)   |
| Укупно            | 71         | 81         |